# Domkirkeodden
A Domkirkeodden, korábbi nevén Hedmarksmuseet Hamar város múzeuma a Norvégia legnagyobb tavába, a Mjøsa-tóba nyúló félszigeten. Neve tulajdonképpen „a katedrális földnyelvét” jelenti. A múzeum fő részei az ősi katedrális üvegtetővel védett romjai, a szabadtéri néprajzi múzeum és a korábbi püspöki palota romjain felépített múzeumi épület, a Storhamarlåven. Szervezetileg a kiállítóhely az Anno Múzeum része, amely Hedmark megye múzeumait tömöríti.

## Leírása

### A katedrális romjai
A múzeum fő látványosságát a 12. század második felében épült katedrális üvegtetővel fedett romjai alkotják. Az eredetileg román stílusban emelt épületet a 13. században gót stílusban bővítették. A reformáció 1537-es bevezetése után a templomot elhagyták. 1567-ben a svéd csapatok lerombolták. Az üvegből készült védőtetőt 1998-ban építették Kjell Lund építész (és énekes, dalszerző) tervei alapján.

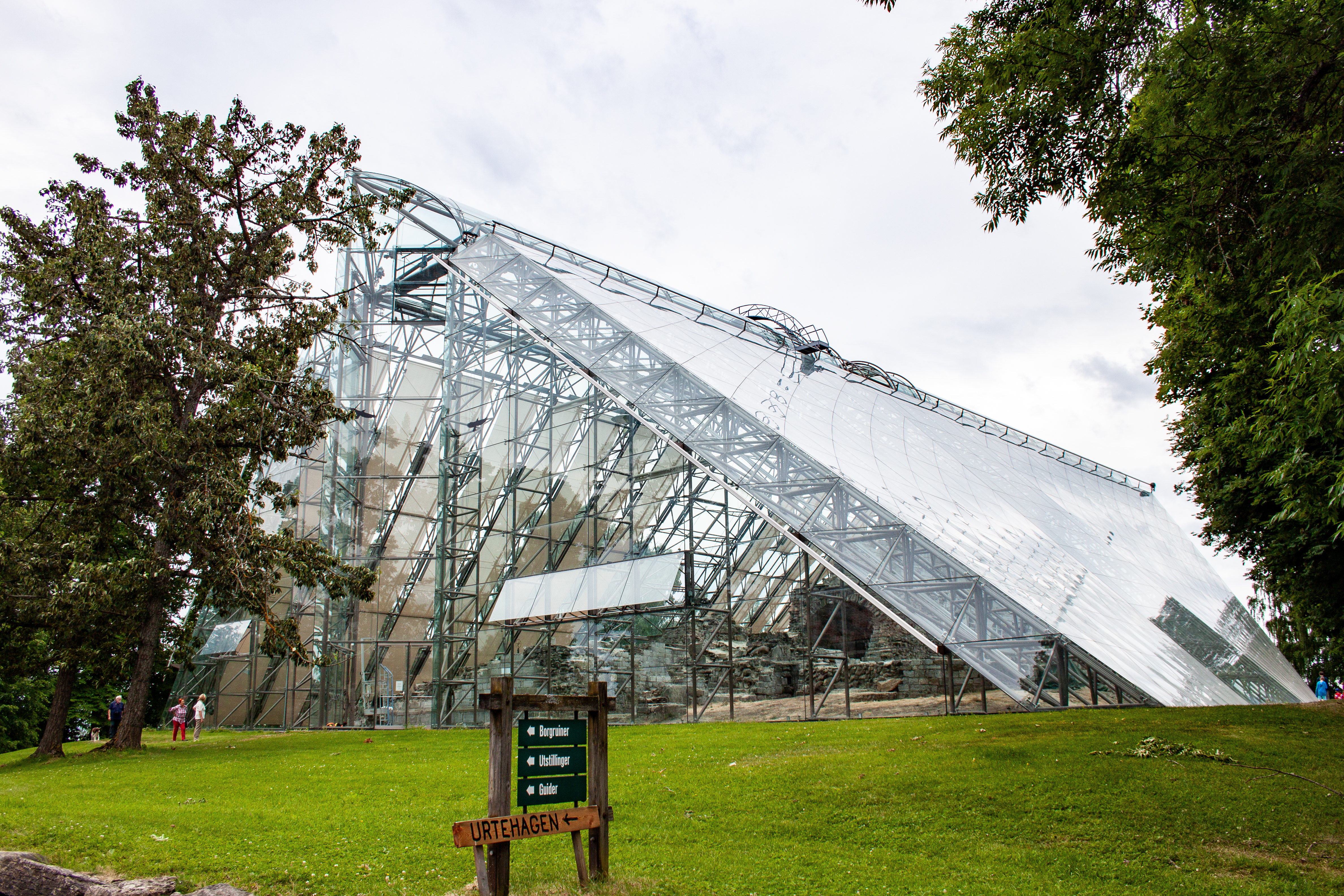
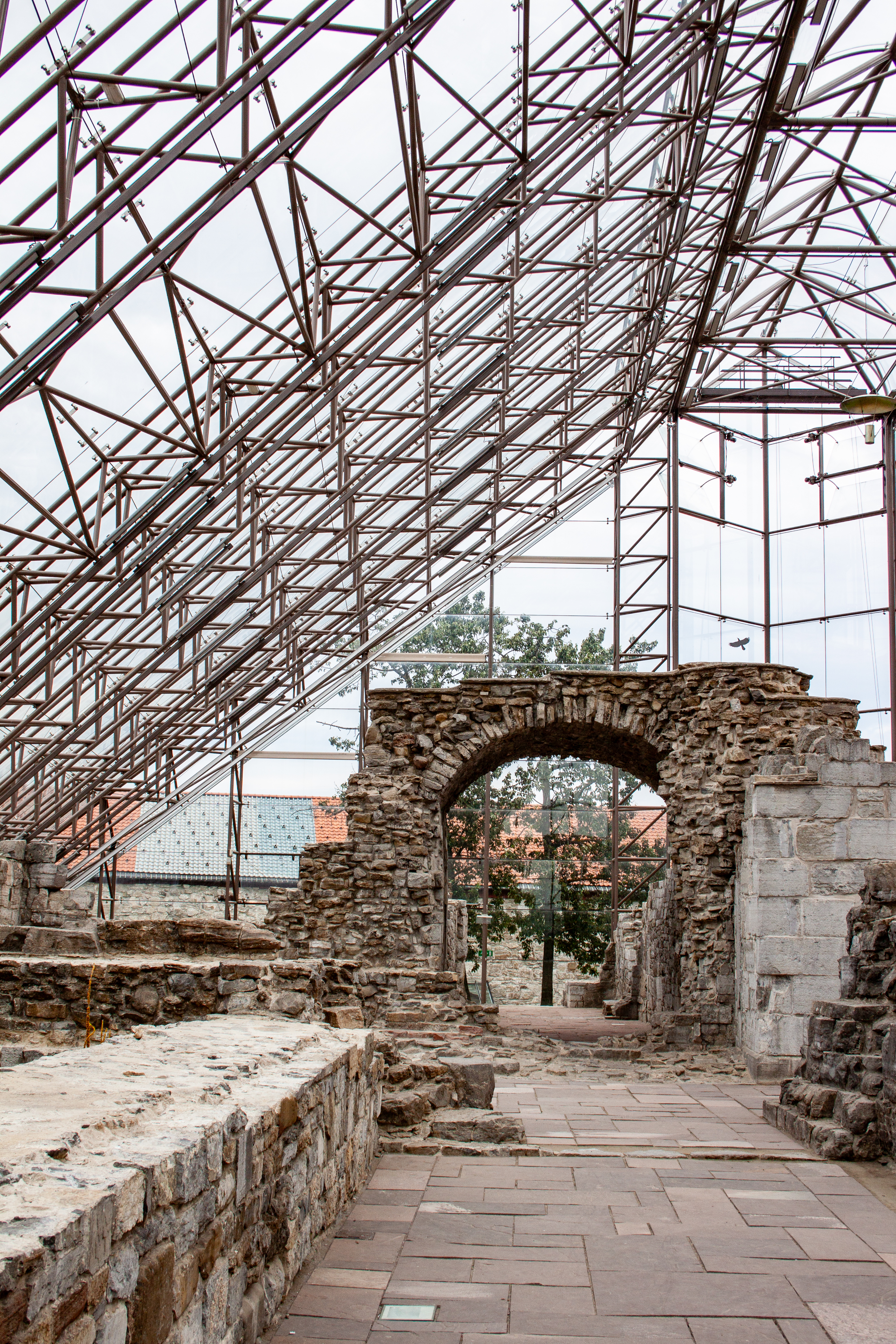
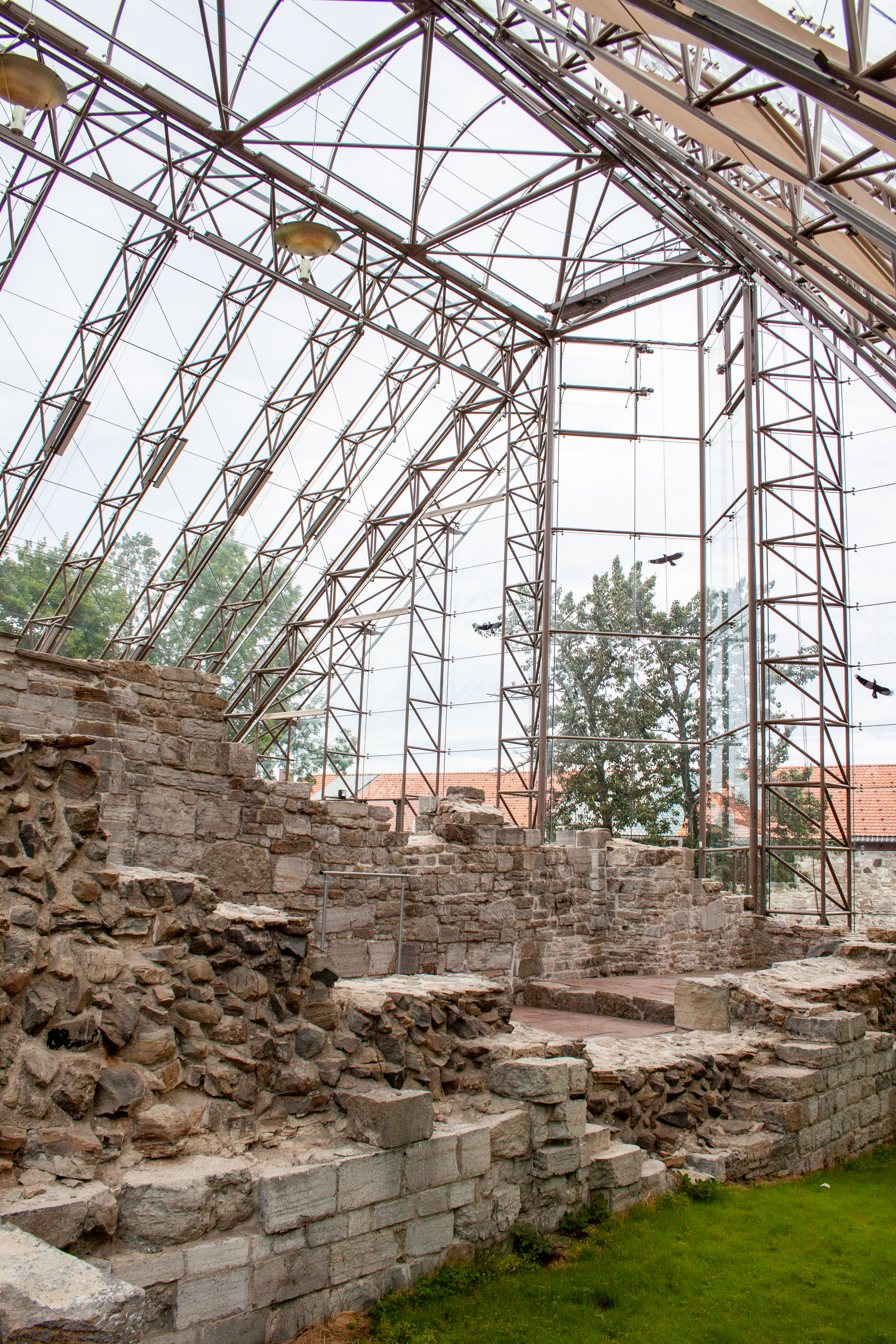
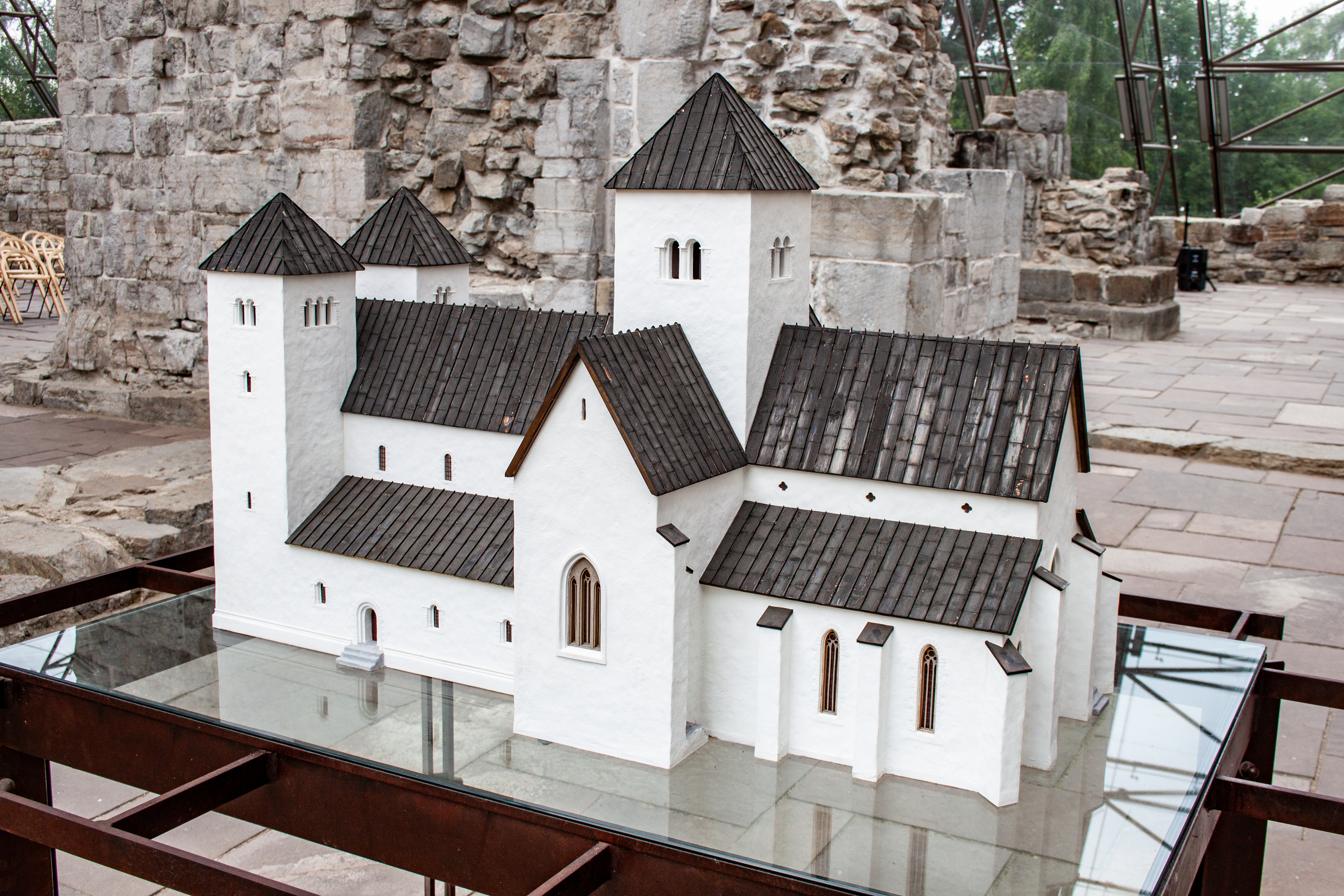

### A püspöki palota romjain kialakított múzeumi épület
A Storhamarlåven a 13. században épült, és 1567-ben az északi úgynevezett háromkorona-háború során a svéd csapatok által lerombolt püspöki palota romjain emelt modern múzeumi épület. A Sverre Fehn építész tervei alapján készült átalakítás 1976-ban elnyerte a Betongtavlen építészeti díjat.
A múzeumi épületben a helyi vaskori és középkori régészeti leleteket és a megye kultúrtörténeti emlékeit mutatják be.
Konferenciák, koncertek, színházi előadások és számára előadóterem is található benne.

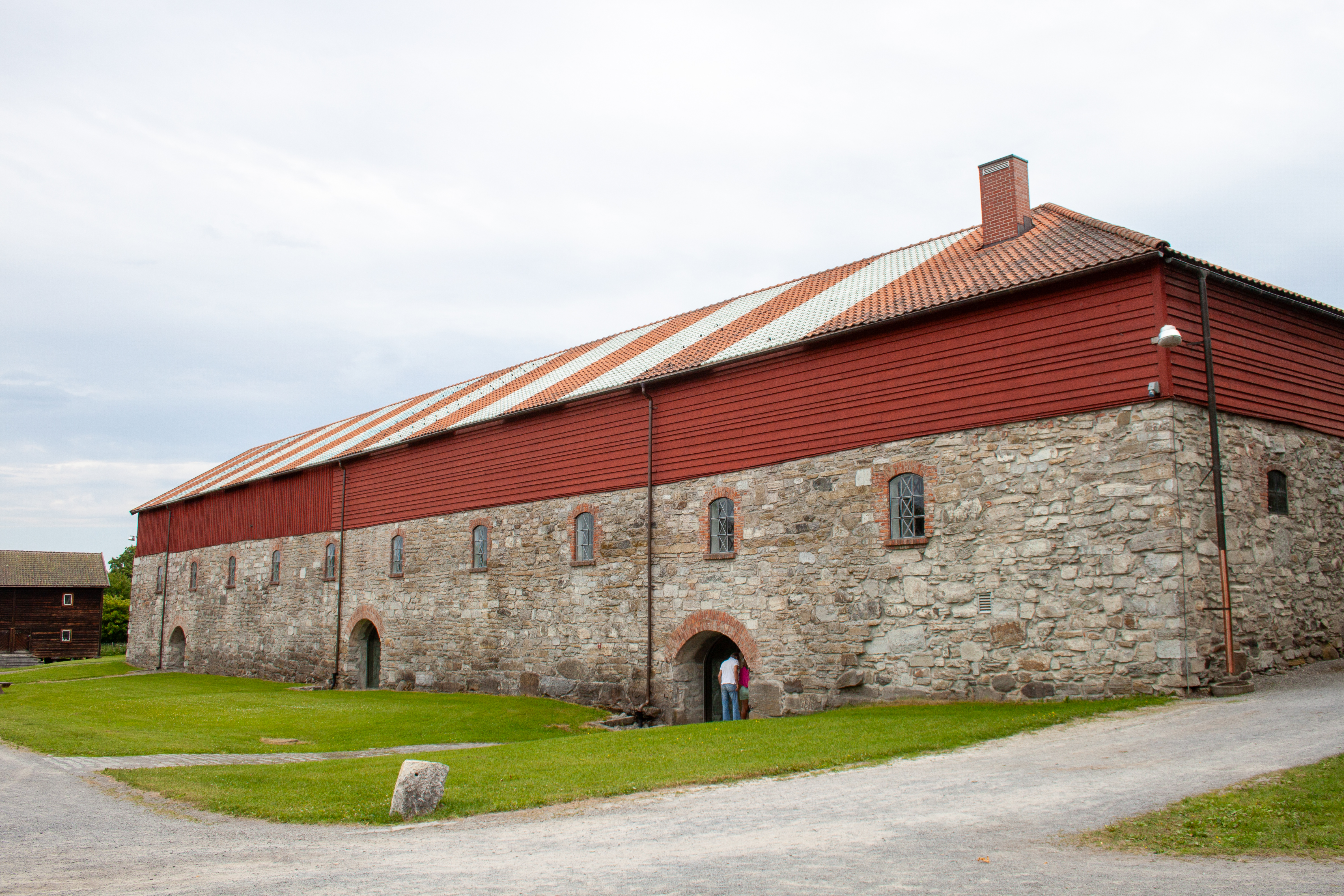
A múzeumi épület
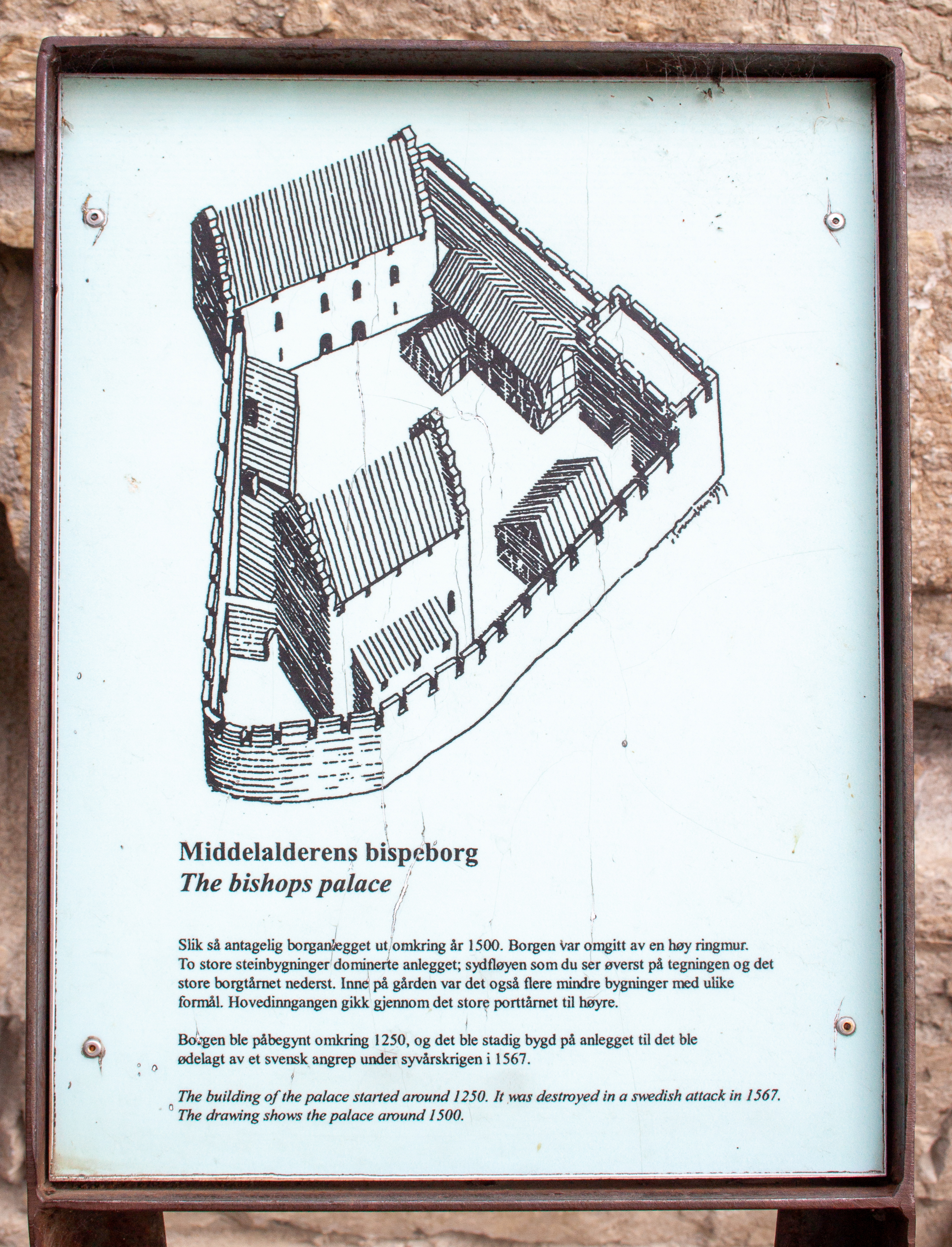
A középkori püspöki palota rekonstrukciós rajza
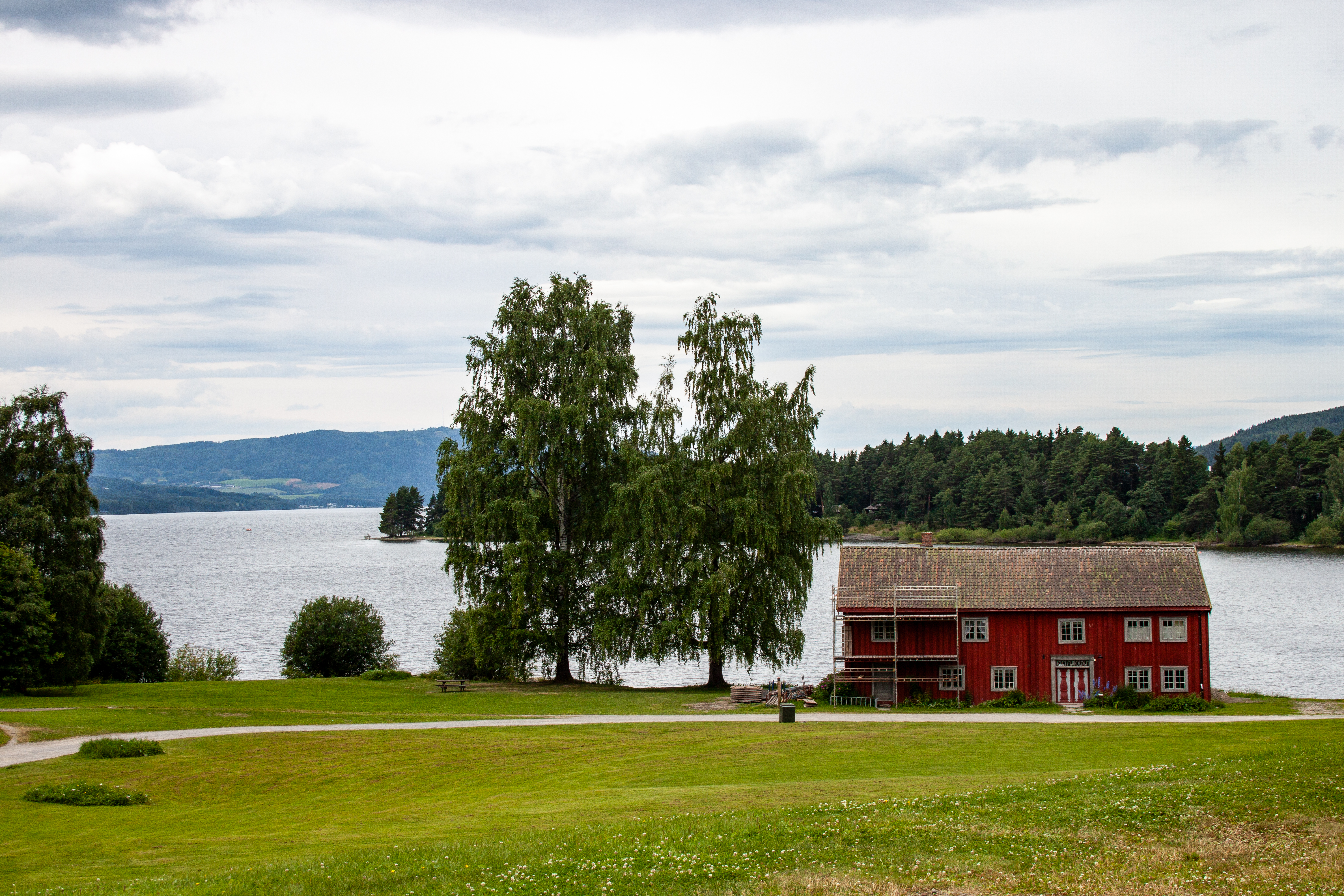
Kilátás a Mjøsa-tóra a múzeum területéről

### A szabadtéri néprajzi múzeum
A szabadtéri néprajzi múzeumot (Oplandenes Folkemuseum) 1906-ban hozták létre, és 1912–1914-ben költöztették a székesegyház földnyelvére. A múzeumban mintegy 70 jellegzetes népi stílusú faépület található Hamarból és a tágabb környékről. A legrégebbi a Grimsrud farm főépülete a Mjøsa-tóban fekvő Helgøya szigetről 1775-ből.

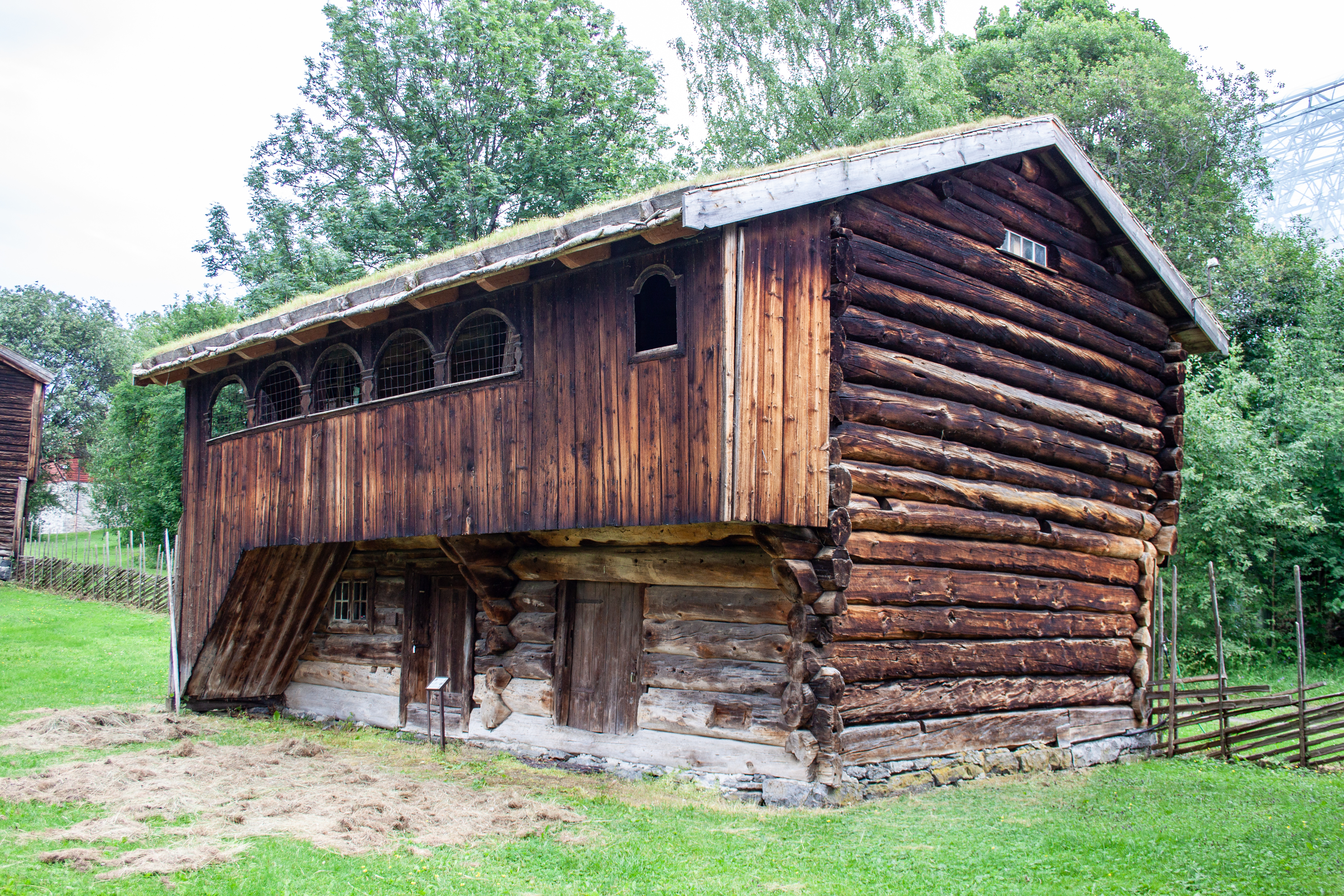
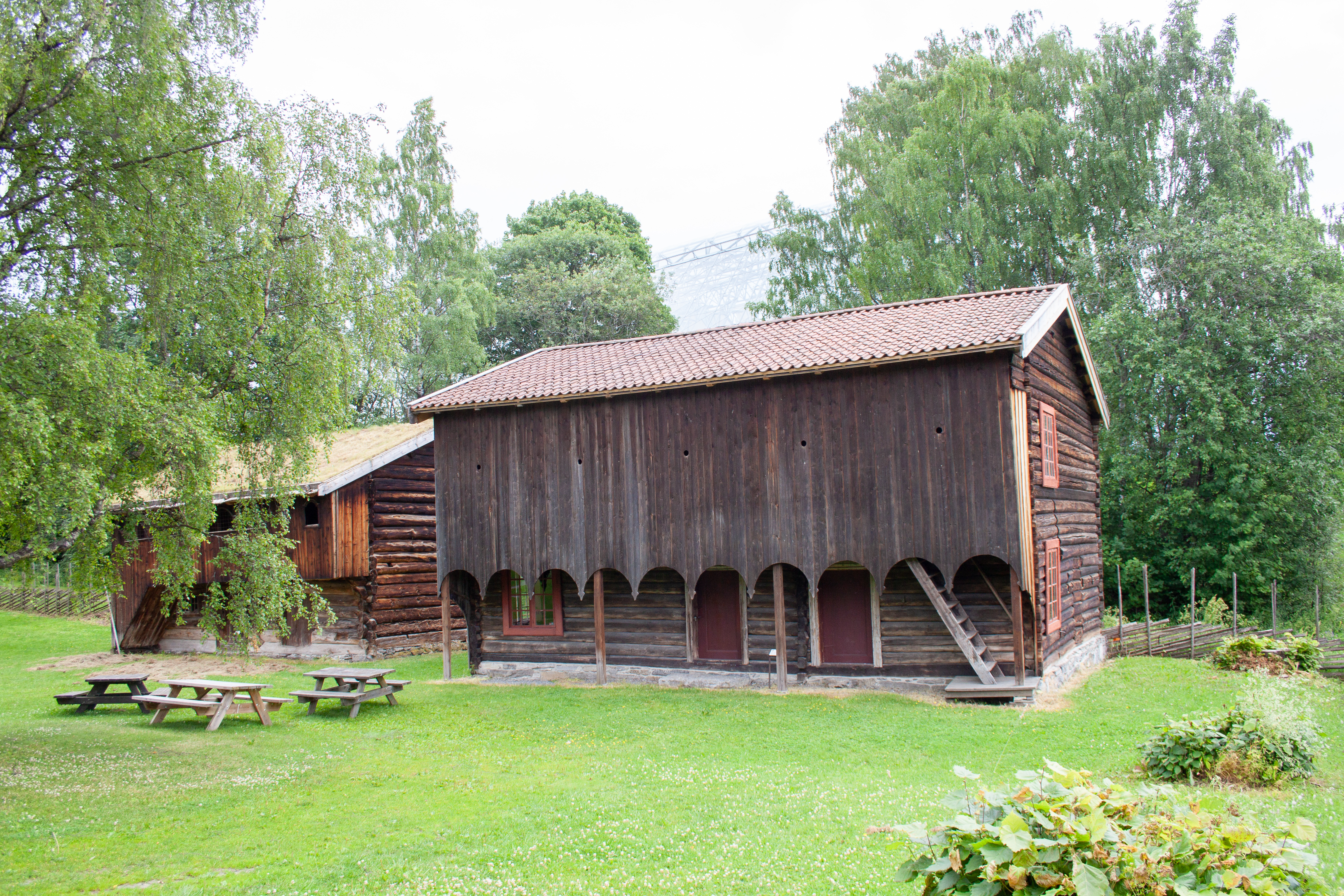
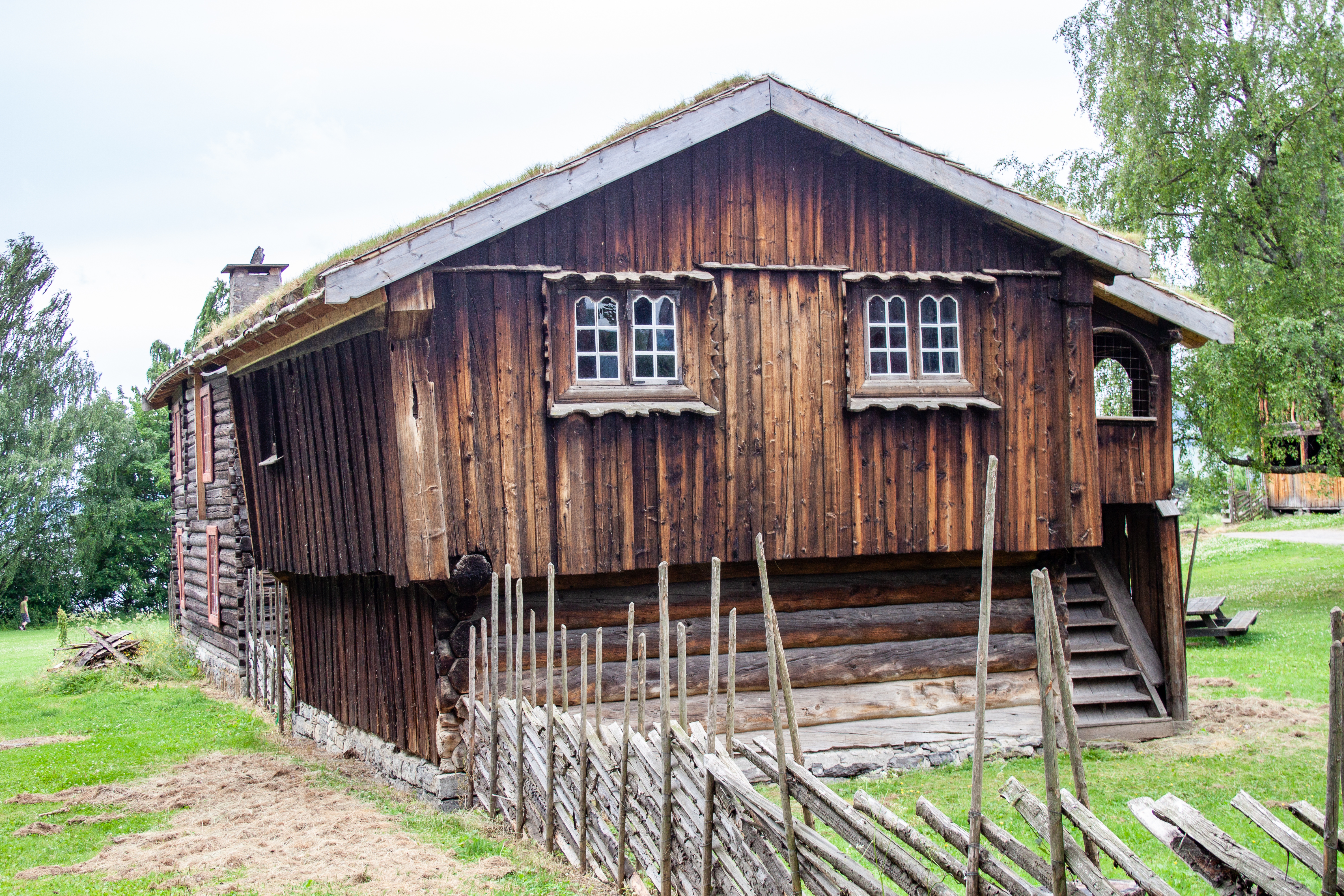
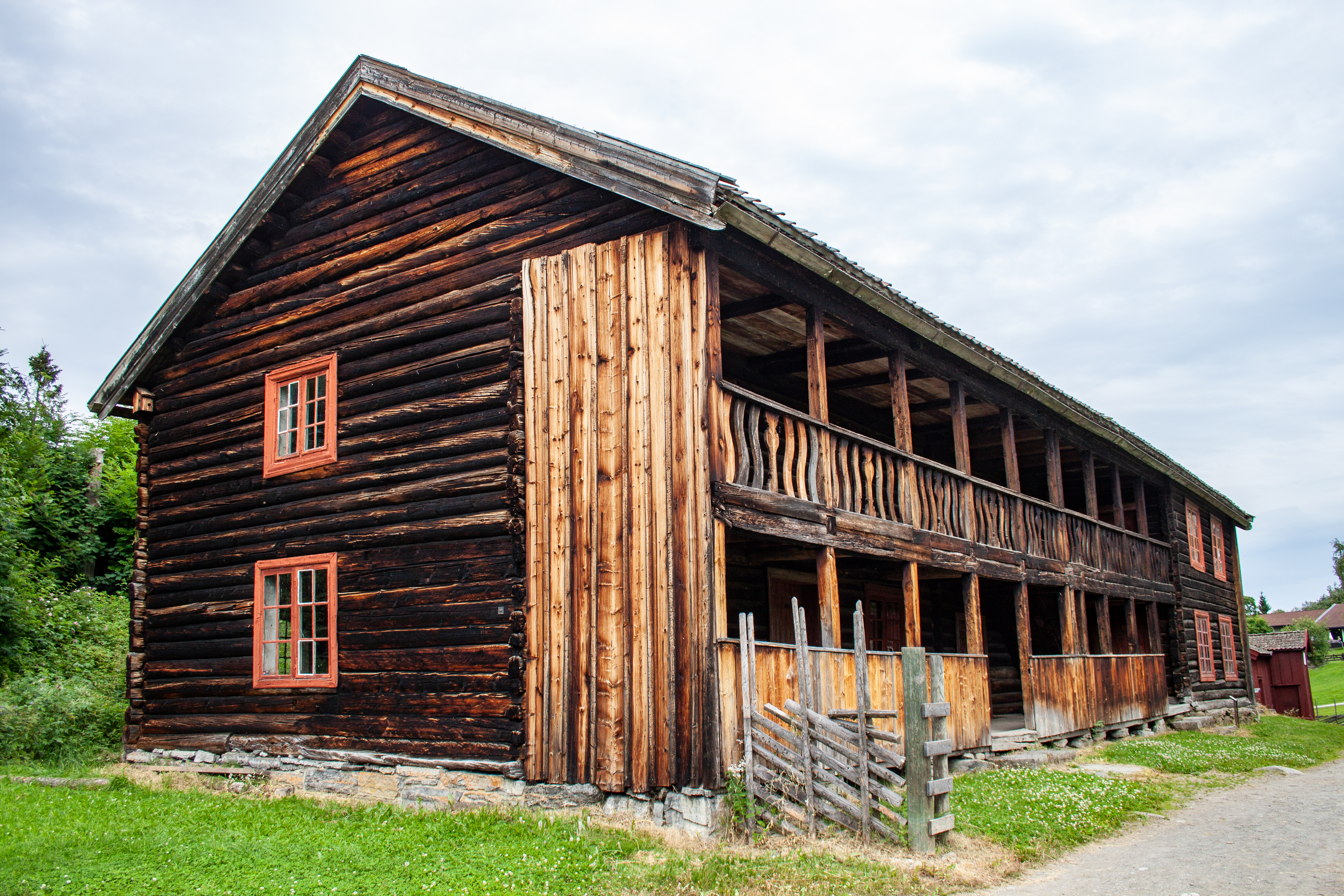

### Füvészkert
A Storhamargården mellett füvészkert is található, amit a katolikus szerzetesek régi hagyományait követve 1975-ben alakították ki. A kertben mintegy 400 különféle növény található élő kulturális emlékként. A fűszernövények nagy részét évszázadokon át használták a régióban. A zarándokok a déli országokból hoztak magukkal gyógynövényeket, amelyeket a szerzetesek kertjeikben termesztettek. A környék egyébként régen híres volt almás- és cseresznyéskertjeiről.

### Rendezvények
A múzeumban évente középkori fesztivált és más, sok látogatót vonzó rendezvényeket is tartanak.

## Fordítás
Ez a szócikk részben vagy egészben  a   Domkirkeodden (museum) című norvég Wikipédia-szócikk ezen változatának fordításán alapul.  Az eredeti cikk szerkesztőit annak laptörténete sorolja fel. Ez a jelzés csupán a megfogalmazás eredetét és a szerzői jogokat jelzi, nem szolgál a cikkben szereplő információk forrásmegjelöléseként.